# Перламутрові хмари

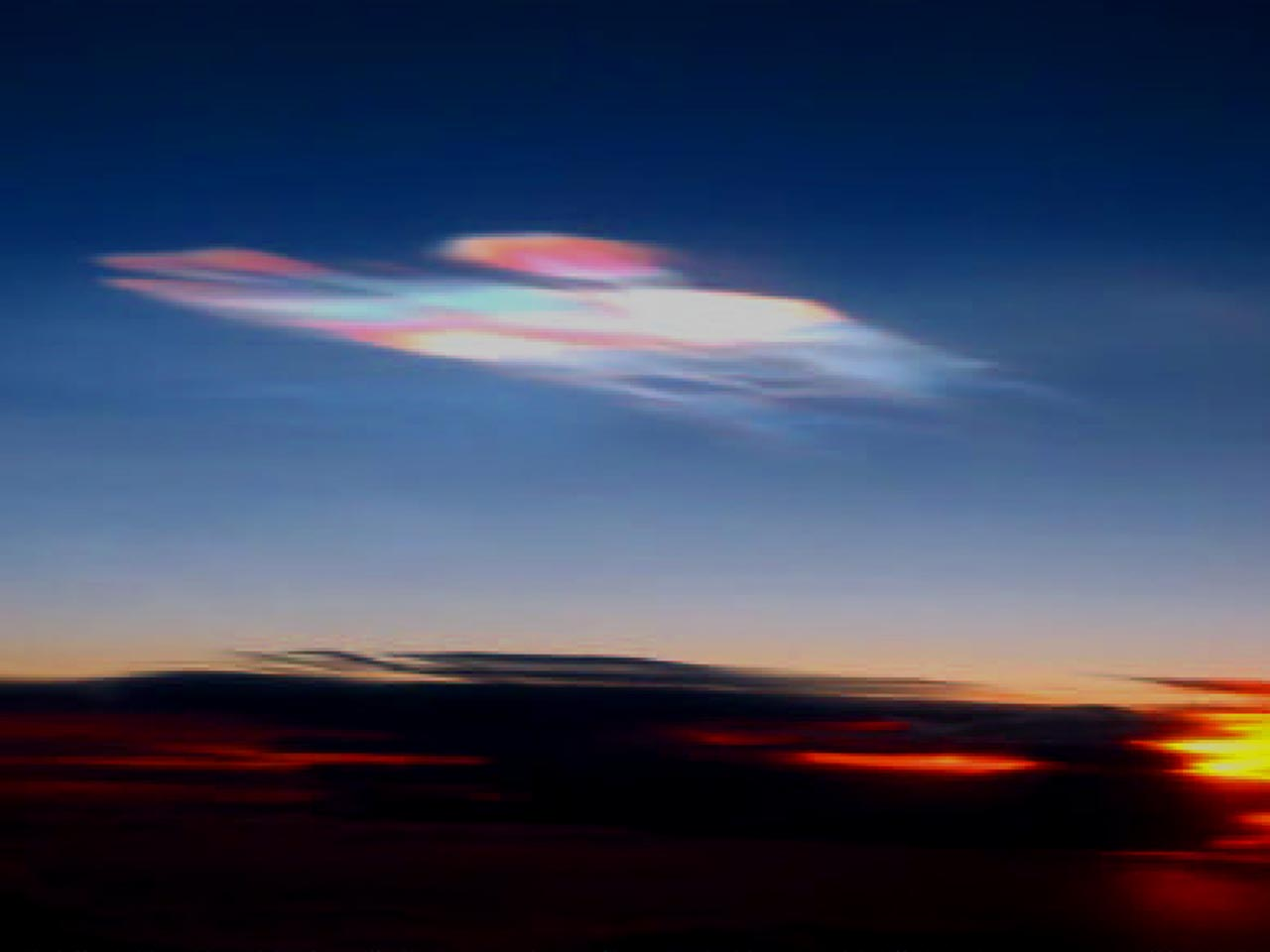
Перламутрові хмари II типу (водяні)

Перламу́трові хмари — хмари, що утворюються в небі на великих висотах (близько 20-30 км) і складаються з кристаликів льоду або переохолоджених крапель води.
Ці хмари мають відносно невелику товщину. Спостерігаються вони порівняно рідко, зазвичай на широтах 55-60°, безпосередньо після заходу або перед сходом Сонця. Вдень на тлі яскравого розсіяного світла вони стають невидимими.

## Утворення
Поява перламутрових хмар пов'язана з процесом виникнення гірських хвиль. Коли повітряний потік в середній і верхній тропосфері зустрічає перешкоду у вигляді гірського хребта, відбувається утворення хвиль з підвітряного боку перешкоди.
Частинки повітря, натікаючи на перешкоду, набувають вертикальної складової швидкості. Вимушеному підйому частинок протидіє сила тяжіння, яка з підвітряного боку перешкоди призводить до опускання повітря вниз, до рівня їх первісного стану. Оскільки вертикальні коливання частинок відбуваються в умовах помітного горизонтально переносу, коливання набувають хвильового характеру.
Можна вказати найбільш сприятливі умови для розвитку гірських хвиль:
- Поступове збільшення швидкості вітру з висотою.
- Напрямок вітру в межах близько 30° відносно лінії гірського хребта.
- Сильні вітри на малих висотах в умовах стабільної атмосфери.
- Швидкість вітру не менше 20 вузлів (10 м/с)

У полярних районах висота тропосфери не перевищує 7-8 км. Вершина хвилі, таким чином, потрапляє в стратосферу, що створює сприятливі умови для формування перламутрових хмар.

## Типи хмар

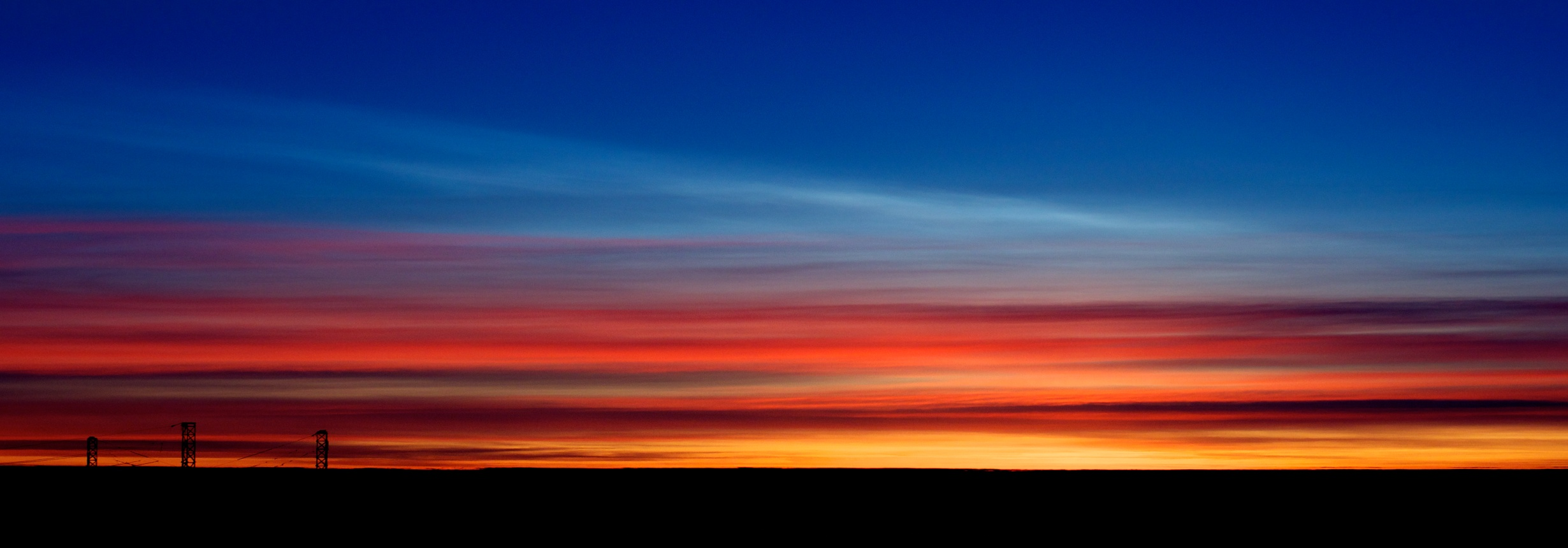
Перламутрові хмари типу I (білі хмари над горизонтальними хмарами в тропосфері.

- Хмари I типу містять воду, азотну та/або сірчану кислоту. Вони є джерелом виснаження озону в полярних широтах[1].
  - Хмари типу Ia складаються з великих несферичних частинок, які складаються з тригідрату азотної кислоти.
  - Хмари типу Ib  містять невеликі сферичні частки з рідкого переохолодженого розчину сірчаної, азотної кислоти і води.
  - Тип Ic хмари складаються з метастабільної, багатої водою азотної кислоти у твердій фазі[2].
- Хмари II типу, які дуже рідко спостерігаються в Арктиці, складаються тільки з водяного льоду. [3]

Тільки хмари II типу обов'язково перламутрові  у той час як хмари типу I можуть бути забарвленими у райдужний колір за певних умов.

## Цікаві факти
22 грудня 2023 року, мешканці багатьох міст на півночі Італії були в змозі помилуватися перламутровими хмарами. Незвичайне явище помітили у різних місцях Турина та Вербано. Також рідкісні хмари протягом останнього тижня спостерігалися по всій Великій Британії. Незвичайні різнокольорові хмари помітили також у Норвегії, Швеції та Фінляндії.